# 関東学生卓球連盟
関東学生卓球連盟は、関東にある大学の体育会組織に所属する学校公認卓球部による連盟である。各選手の個人成績は大学在学中のものを紹介する。

## 歴史
- 1927年　連盟創設
- 1989年　連盟旗、シンボルマークが制定される。理事長制も導入されて慶應義塾大学OBが初代理事長に就任した。
- 1993年　オレンジボール採用。白を基調としたユニフォームが認められるようになった。登録年齢制限（28歳以下）実施。初の女性幹事長就任。
- 1994年　青い卓球台が導入される。促進ルール実施。
- 2002年　11本マッチ制に変更される。（それ以前は1セット21点制で行われていた。）
- 2008年　1部校が男女ともに8校制に変更（それまでは6校制）される[1]。
- 2020年春秋・21年春リーグ戦中止

## 試合
主催大会
関東学生リーグ
- 各リーグは6校の総当り。通常次の対戦順となる。

1. 1-6,2-4,3-5 （1試合目）
2. 1-5,2-3,4-6 （2試合目）
3. 1-4,2-5,3-6 （3試合目）
4. 1-3,2-6,4-5 （4試合目）
5. 1-2,3-4,5-6 （5試合目）

- 3部リーグは2つ、4部リーグ以下はそれぞれ4つのブロックリーグに分かれている。
- 試合方式
- 男子の1部,2部,3部校は6シングルス+1ダブルス（ダブルスは4番目に試合を行う。）
- 女子の1部，2部校は5シングルス+2ダブルス（ダブルスは3番目と5番目に試合を行う。）
- 1日1試合、合計5日間で5試合を行う。代々木第2体育館で通常行なわれる。
- 男子の4部校以下は4シングルス+1ダブルス（ダブルスは3番目に試合を行う。）
- 女子の3部校以下は4シングルス+1ダブルス（ダブルスは3番目に試合を行う。）
- リーグ戦出場校の話し合いで開催場所が決められ通常2日間で5試合を行う。
- ダブルスは、2ダブルスが組まれている女子1,2部を除き、ダブルスを組む選手2名が2人とも前半に出場することはできない。）
- 入替戦は、全ての試合が同日開催される。中央大学の体育館（八王子市）や東京武道館などで行なわれることが多い。
  - 試合形式の異なる男子3部対4部、女子2部対3部の場合、上位リーグの試合方式が適用される。

所属大学
男子
（1部校及び過去の1部校）
- 明治大学 優勝31回 S32秋,S34春,S36秋,S55秋,S56秋,S57秋,S58春秋,S61春秋,S62春,H1春秋,H3秋,H4春秋,H8春秋,H9春秋,H10春秋,H11春,H17秋,H18秋,H19秋など
- 専修大学 優勝27回　S23春,S24春,S27秋,S29秋,S39春,S40春秋,S41秋,S42秋,S43春秋,S44秋,S45春秋,S46春秋,S49春,S59春,S60秋,S62秋,S63春秋,H5春,H6春秋,H7秋,H16秋
- 早稲田大学 優勝26回 S21秋,S22秋,S23秋,S24秋,S25春秋,S26秋,S27春,S28春,S29春,S30春,S35秋,S41春,S42春,S44春,S48春,S50春,S51春秋,H2春,H11秋,H12春秋,H17春,H18春,H19春
- 日本大学 優勝18回　S28秋,S30秋,S31春,S32春,S37春,S38春秋,S39秋,S47秋,S49秋,S52春秋,S53春秋,S54春秋,S56春,S60春
- 中央大学] 優勝16回　S26春,S31秋,S33春秋,S34秋,S35春,S36春,S37秋,S48秋,S50秋,S55春,H2秋,H5秋,H13秋,H14秋,H16春
- 大正大学 優勝3回　S59秋,H3春,H7春（H3春は史上唯一3勝2敗で5校が並んだ際の優勝）
- 法政大学 優勝1回　S47春
- 立教大学 優勝1回　S22春
- 青山学院大学
- 駒澤大学
- 埼玉工業大学
- 筑波大学
- 日本体育大学
  - （2部校及び過去の2部校）
  - 國學院大學
  - 慶應義塾大学
  - 千葉商科大学
  - 東洋大学
  - 神奈川大学
  - （その他の大学）

女子
（1部校及び過去の1部経験校）
- 専修大学 優勝38回　S28秋,S29春秋,S30春秋,S31春秋,S32春秋,S33春秋,S34春秋,S35秋,S38春,S39春秋、S40秋,S41春,S42春,S43秋,S44秋,S46秋,S47春,S48秋,S51春,S52秋,S55春,S59春,S62秋,S63秋,H4春,H5秋,H7春,H9春秋,H10春秋
- 中央大学 優勝23回　S36春秋,S37春秋,S38秋,S40春,S41秋,S42秋,S43春,S44春,S45春秋,S46春,S49秋,S55秋,S56春秋,S57春,S58春秋,H2春,H8秋,H11春
- 青山学院大学 優勝21回　S28春,S48春,S50秋,S52春,S59秋,S60春秋,S61春秋,S62春,S63春 H1春秋,H2秋,H3春秋,H6春秋,H8春,H11秋,H12秋（S59秋からH3秋までの15回のリーグ戦のうち12回優勝黄金期を築いた。）
- 和洋女子大学 優勝10回　S23春秋,S24春秋,S25春秋,S26春秋,S27春秋
- 淑徳大学 優勝11回　H13春秋,H14春秋,H15秋,H16秋,H17秋,H18春秋優勝,H19春秋（ここ最近14回中11回リーグ戦優勝）

（淑徳短期大学と同時に1部校となった時期もあった。平成12年度に短大は廃止されている。）
- 東京富士大学（富士短期大学）　優勝9回（全て富士短期大学時代）　S47秋,S49春,S50春,S51秋,S53春、S54秋,S57秋,H4秋,H12春
- 大正大学 優勝4回　S53秋,S54春,H5春,H7秋
- 日本大学 優勝3回　H15春,H16春,H17春
- 昭和女子大学 優勝1回 S35春
- 筑波大学
- 日本体育大学
- 早稲田大学（平成20年春初の1部リーグ）
  - （2部校及び過去の2部経験校）
  - 國學院大學
  - 東京学芸大学
  - 東京女子体育大学
  - 東洋大学
  - 日本女子体育大学

- 関東学生選手権
- 関東学生新人戦
- 会長杯

関連大会
- 全日本大学総合選手権（全日学）
- 全日本学生選抜選手権（全日学選抜）（2004年から開催された）
- 東日本学生選手権大会（1990年まで開催された）

## 大学別所属した有名選手
1部リーグで20勝以上、短大の場合は10勝以上（2部以下の成績も換算される。）で連盟表彰される。
男子
駒澤大学
埼玉工業大学
- 周宏 - 1990-93　1991年、1992年全日本学生選手権単優勝、1992年関東学生選手権単複優勝。1990年関東学生新人戦単優勝。入学時には5部リーグだった大学を2部まで上げた。1年次のインカレでベスト8）
- 周ケン - 1994-97　1994年関東学生選手権単優勝、インターハイ単優勝
- 田中卓也 - 1991
- 張凱 - 1999-02 （リーグ戦25勝8敗）
- 阮震杰 - 2003-06　（リーグ戦31勝9敗）

専修大学
- 野平孝雄 - 1964頃　全日本大学選手権単優勝
- 河野満 - 1965-68
- 伊藤繁雄 - 1966-68頃
- 岩崎清信 - 1985-88 （リーグ戦通算36勝4敗）　1986年、1988年関東学生選手権単優勝
- 増田秀文 - 1992-95 1993年全日本学生選手権単優勝、1992年同複優勝、1993年関東学生選手権単優勝、1995年同複優勝、1992年関東学生新人戦単優勝、1993年の世界卓球選手権イエテボリ大会で劉国梁を破った

大正大学
- 皆川顕一 - 1991-94　（リーグ戦23勝15敗）
- 仲村錦治郎 - 1994-97 （リーグ戦33勝5敗:17連勝を果たす）、1995年関東学生選手権単優勝、1997年同複優勝、1994年関東学生新人戦単複優勝

中央大学
- 角田啓輔 - 1954-56頃
- 大川誠司 - 1989-1992 （リーグ戦27勝10敗）
- 渡邊隆司 - 1999-2002 （リーグ戦30勝9敗）

日本大学
- 荻村伊智朗 - 1953-55頃、1954年、ウェンブリーで行なわれた世界卓球選手権男子シングルスで優勝。
- 田中利明 - 1954-56頃
- 森本洋治 - （リーグ戦19勝13敗、2部リーグ4勝0敗）1991-94 1991年関東学生選手権単複優勝。

明治大学
- 渋谷五郎 - 1957-59頃、元明治大学卓球部監督、1957年全日本大学選手権単複優勝、1959年同単優勝、渋谷浩の父。
- 渡辺武弘 - 1980-83 1982年関東学生選手権単優勝、1983年関東学生選手権複優勝
- 斎藤清 - 1981-84 （リーグ戦23連勝）　1981年、1982年、1983年全日本学生選手権優勝、1983年、1984年関東学生選手権単複優勝、1982年同複優勝
- 渋谷浩 - 1986-89 （史上タイ記録の36勝3敗）1987年、1988年全日本学生選手権複優勝、1989年関東学生選手権単優勝
- 松下浩二 - 1986-89 （リーグ戦20勝3敗）1987年、1988年全日本学生選手権複優勝、松下雄二と双子
- 松下雄二 - 1986-89 （リーグ戦35勝4敗）1986年全日本大学選手権複優勝、1987年関東学生選手権単優勝
- 徳村智彦 - 1990-93 （リーグ戦22勝5敗）
- 中田幸信 - 1991-94 （リーグ戦33勝6敗）
- 田崎俊雄 - 1993-96 （リーグ戦32勝3敗,15連勝を含む）1995年全日本学生選手権単優勝、1992年関東学生選手権単優勝
- 遊澤亮 - 1995-98 （リーグ戦32勝0敗、複31勝6敗）　1996年、1997年、1998年全日本学生選手権単優勝、1996年関東学生選手権単優勝
- 木方慎之介 - 1997-2000　（リーグ戦26勝2敗:19連勝を含む、複25勝10敗）在学中スウェーデンに留学しリーグ戦欠場あり。
- 末貞拓郎 - 1998-2001 （リーグ戦20勝8敗）
- 水谷隼 - 2007-2011 リオデジャネイロ五輪男子シングルス銅メダリスト、全日本選手権最多優勝
- 丹羽孝希 - 2013-2016 リオデジャネイロ五輪男子団体銀メダリスト

早稲田大学
- 今孝 - 1936-40頃　全日本学生選手権5連覇
- 伊藤誠 -  1986-89
- 平亮太 1990-93 1990年関東学生選手権単優勝
- 糀谷博和 1990-93　（リーグ戦20勝7敗、2部リーグ4勝0敗）
- 大森隆弘 - 1997-00 （リーグ戦29勝10敗、複22勝3敗）2000年関東学生選手権単優勝
- 中野祐介 - 2002-05　2003年、2004年関東学生選手権単優勝
- 下山隆敬 - 2004-07　2005年、2006年全日本学生選手権単優勝、2004年同複優勝

女子
青山学院大学
- 星野美香 - 1984-87（関東学生選手権でシングルス、ダブルス共に4連覇、リーグ戦1部34勝1敗、2部5勝0敗、全日本学生選手権単4連覇、複3回優勝）
- 下長智子 - 1985-88 （リーグ戦26勝7敗）
- 河合雅世 - 1991-94　（リーグ戦28勝7敗、2部リーグ2勝0敗）1991年関東学生選手権単優勝

慶應義塾大学
- 深津尚子 - 1963-66 1965年にリュブリャナで行われた世界卓球選手権シングルスで優勝

淑徳大学（淑徳短期大学を含む）
- 李ジュン -  1995 元世界選手権単ベスト8、複3位
- 四元直美 - 1997-98　（リーグ戦18勝2敗）
- 陳微娜 - 2002-05　（リーグ戦35勝3敗）

専修大学
- 松崎キミ代 - 1957-1959頃、1959年、ドルトムントで行なわれた世界卓球選手権で女子シングルス優勝。

大正大学
- 森真紀子 - 1984-87 （リーグ戦33勝7敗）
- 馬佳 - 1998-2001 （リーグ戦22勝2敗、2部リーグ5勝0敗）1998年全日本学生選手権単優勝、1999年全日本学生選手権複優勝、1999年,2001年関東学生選手権単複優勝、1998年同複優勝、1995年、1996年インターハイ単2年連続優勝
- 孫博 - 2003-2006 （リーグ戦33勝7敗）2003年、2004年、2005年関東学生選手権単優勝

中央大学
- 濱田美穂 - 1966-1970
- 横田幸子 - 1971-1975
- 大場範子 - 1990-93 （リーグ戦30勝10敗）

筑波大学
- 米倉知子 - 1995-98 （リーグ戦11勝9敗、2部リーグ12勝1敗）
- 今坂亮子 - 1996-99 （リーグ戦16勝13敗、2部リーグ8勝0敗）

東京富士大学（2001年までは富士短期大学）
- 富永克子 - 1987-88（リーグ戦19勝1敗、短大選手新記録）
- 道広友子 - 1991-92 （リーグ戦13勝6敗）
- 青池優美 - 1991-92 （リーグ戦13勝4敗）1991年世界卓球選手権千葉大会混合ダブルス出場
- 内藤和子 - 1992頃
- 四元静香 - 1998-1999 （リーグ戦10勝3敗、2部リーグ5勝0敗）
- 谷口直子 - 1999-2000 （リーグ戦14勝1敗、2部リーグ戦4勝1敗）
- 劉テイテイ - 2002-2005 2002年全日本学生選手権単優勝、2002年関東学生選手権単優勝

日本大学
- 榊原倫子 - 1968-69頃
- 坂田倫子 - 1992-94頃
- 福岡春菜 - 2002-2005　（リーグ戦22勝12敗､2部リーグ5勝0敗）2003年、2005年関東学生選手権複優勝
- 坂本沙織 - 2003-2006　（リーグ戦33勝5敗）

日本体育大学
- 李泰照 - 1993,1994頃　1993年、1994年関東学生単連覇

早稲田大学
- 大野知子 - 1991-94　1991年、世界卓球選手権千葉大会混合ダブルス出場（渡辺武弘とペア）、1992年関東学生選手権単優勝
- 福原愛 - 2007-

## その他の参考情報

### 関東学連所属以外の大学卓球部出身者
青森大学
- 三田村宗明
- 坂本竜介

愛知工業大学 40mmボールに関する愛知工業大学での実験
- 長谷川信彦
- 今枝一郎
- 鬼頭明 - 1994-97 1995年、1996年全日本選手権混複優勝

中京大学
- 海津富美代

近畿大学
- 高島規郎
- 小野誠治

その他
- 楊玉華（東北福祉大学）